# 龟山风景区管理处
龟山风景区管理处是中华人民共和国湖北省黄冈市麻城市下辖的一个类似乡级单位。

## 行政区划
下辖以下地区：
茶园冲村、龟山村、柿饼山村、韩家庙村、龟尾村、险道河村、玉皇殿村、大峰尖村和燕子寨村。